# Laras
Laras é um distrito do município brasileiro de Laranjal Paulista, no interior do estado de São Paulo.

## História

### Origem
Os primeiros moradores da região de que se tem conhecimento são João Antonio de Proença Lara, Antonio de Mello Almada e Antonio Cardoso de Arruda, que chegaram ao local em meados do século XIX vindo de Capivari.
As famílias, entrelaçadas pelo grau de parentesco, foram constituindo a localidade, cultivando cana de açúcar, construindo as casas de taipa e as senzalas.
Foi erguida uma capela de madeira, ficando o povoado conhecido como Capela de São Sebastião da Pedra Grande, por seu acesso pelo rio ter como referência uma grande pedra ainda à época dos Bandeirantes.

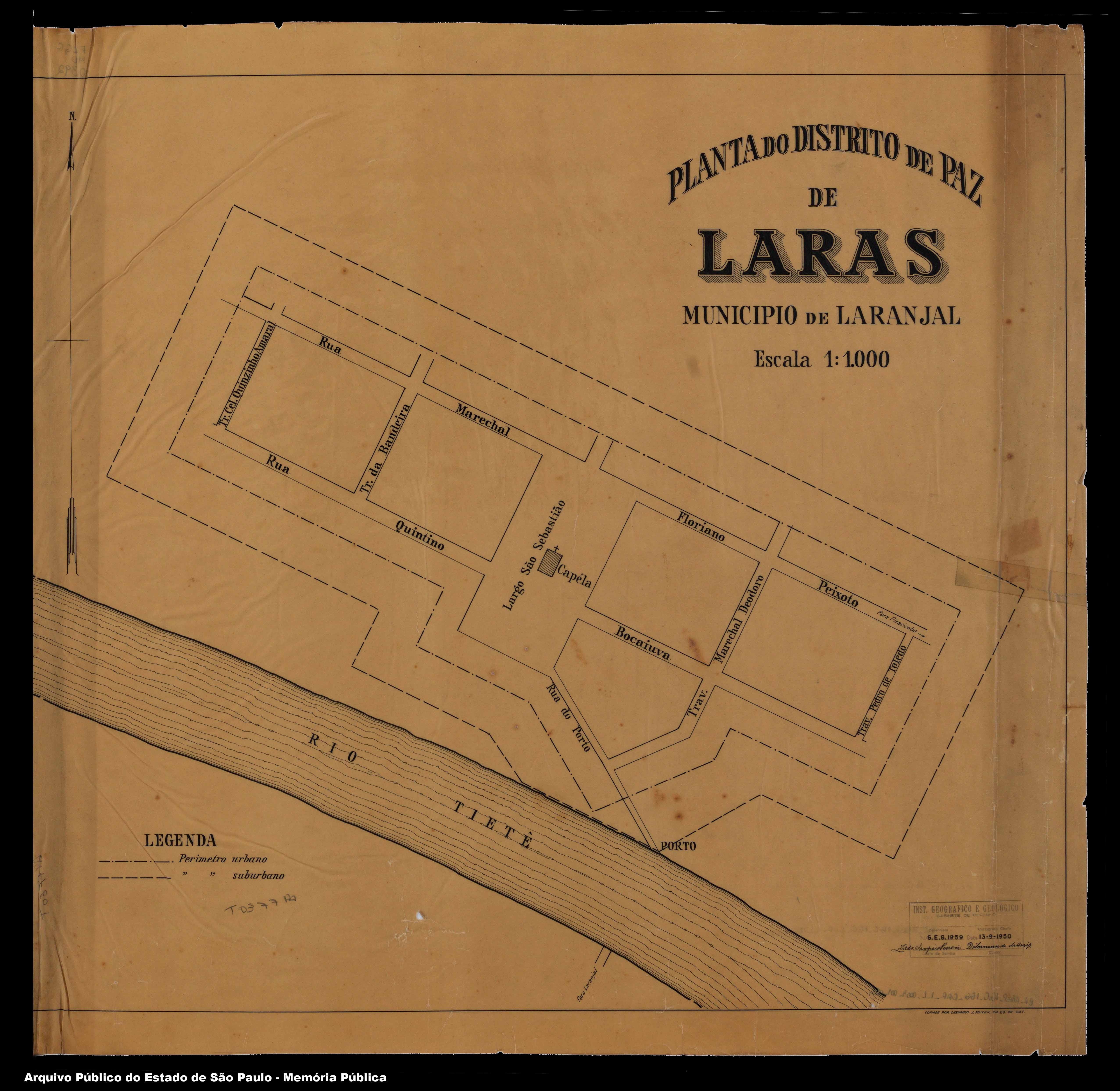
Planta da área urbana original.

Em 1873, com o intuito de aumentar o povoamento do núcleo, os três pioneiros doaram parte de suas terras para a população construir suas casas sem precisar pagar pelos terrenos.

### Formação administrativa
- O distrito de Laras foi criado pela Lei nº 1.671 de 02/12/1919, com sede no bairro de São Sebastião, município de Tietê[4].
- Distrito policial criado em 22/11/1920 no município de Tietê[5].

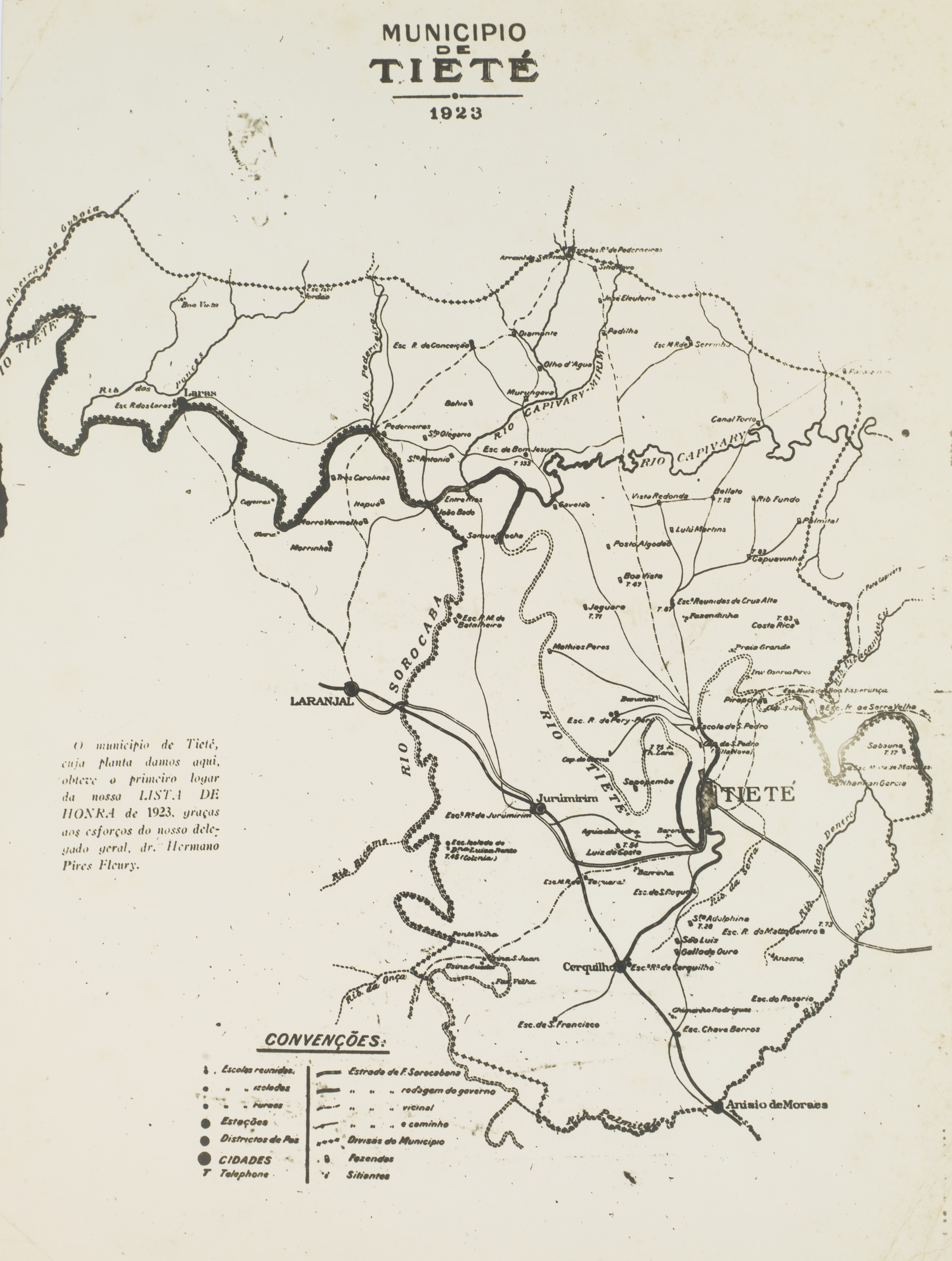
Mapa do município de Tietê incluindo Laras.

- Pelo Decreto n° 9.775 de 30/11/1938 foi transferido para o município de Laranjal Paulista[6].

## Geografia

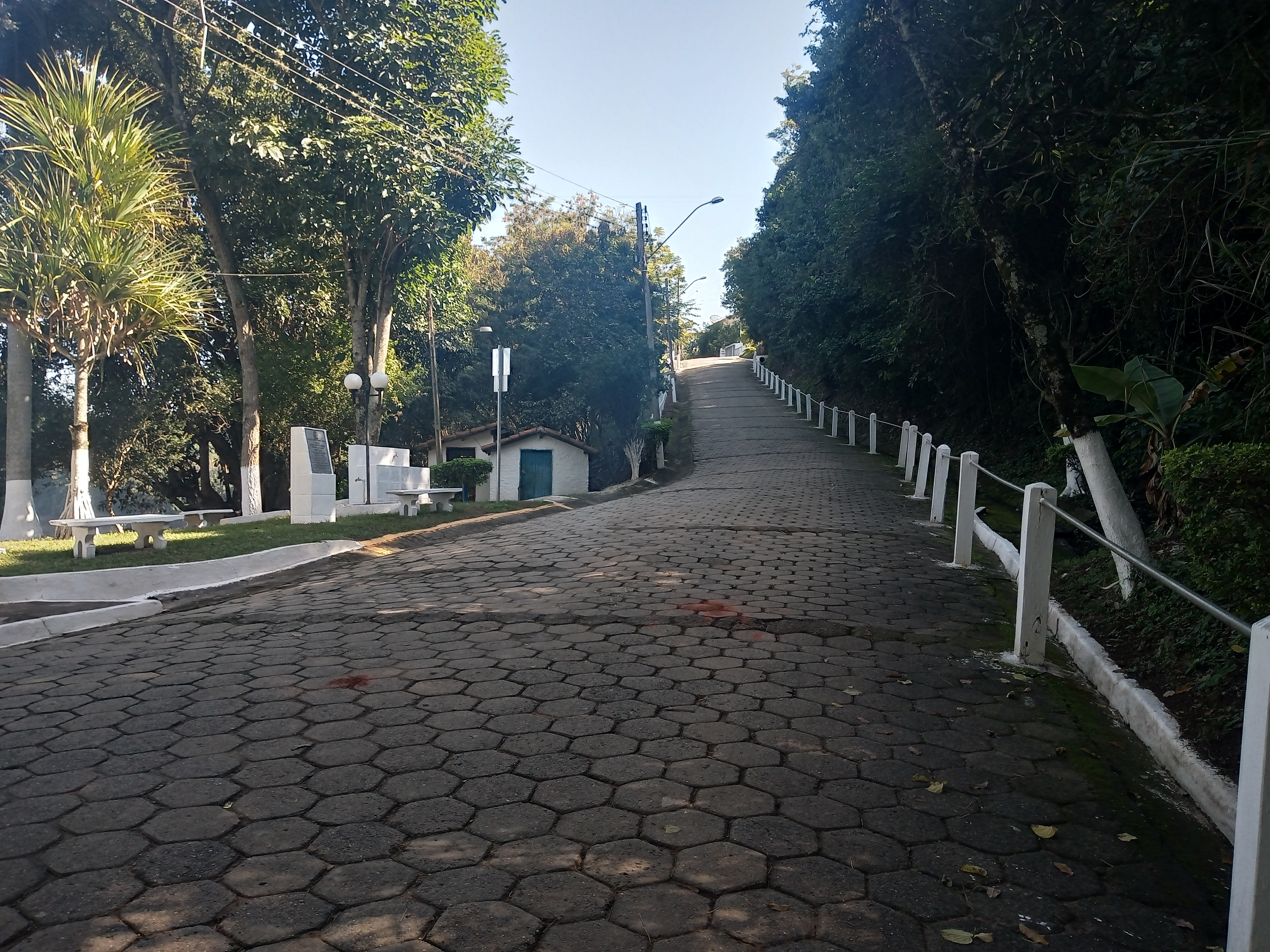
Acesso à vila de Laras, após travessia por balsa.

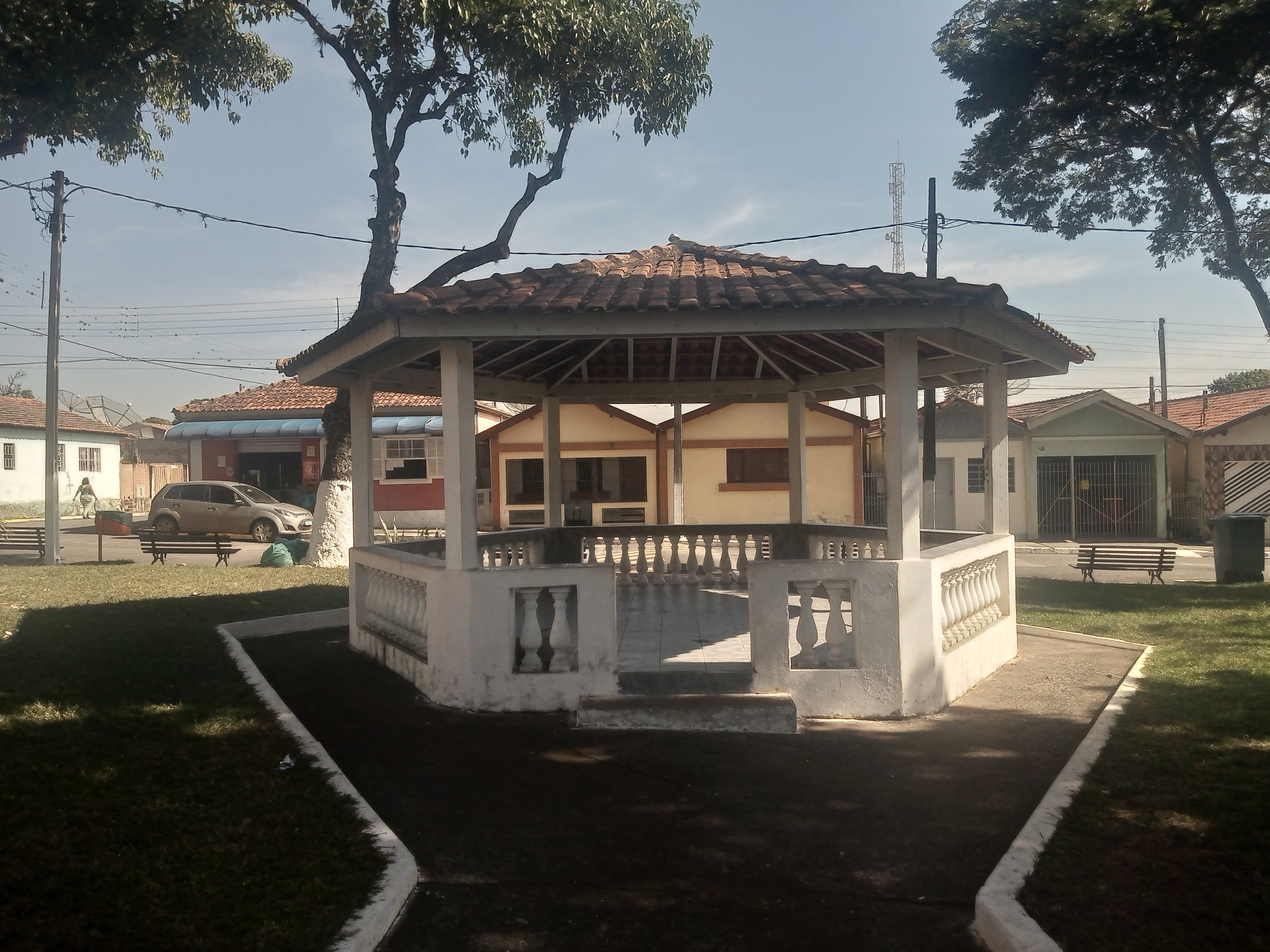
Largo São Sebastião.

### Demografia

#### População urbana
| Crescimento população urbana | Crescimento população urbana | Crescimento população urbana | Crescimento população urbana |
| Censo                        | Pop.                         |                              | %±                           |
| ---------------------------- | ---------------------------- | ---------------------------- | ---------------------------- |
| 1934                         | 311                          |                              |                              |
| 1940                         | 282                          |                              | −9,3%                        |
| 1950                         | 235                          |                              | −16,7%                       |
| 1960                         | 222                          |                              | −5,5%                        |
| 1970                         | 334                          |                              | 50,5%                        |
| 1980                         | 440                          |                              | 31,7%                        |
| 1991                         | 452                          |                              | 2,7%                         |
| 2000                         | 577                          |                              | 27,7%                        |
| 2010                         | 488                          |                              | −15,4%                       |
| Fonte: IBGE e Fundação SEADE |                              |                              |                              |

#### População total
Pelo Censo 2010 (IBGE) a população total do distrito era de 742 habitantes.

### Área territorial
A área territorial do distrito é de 91,981 km².

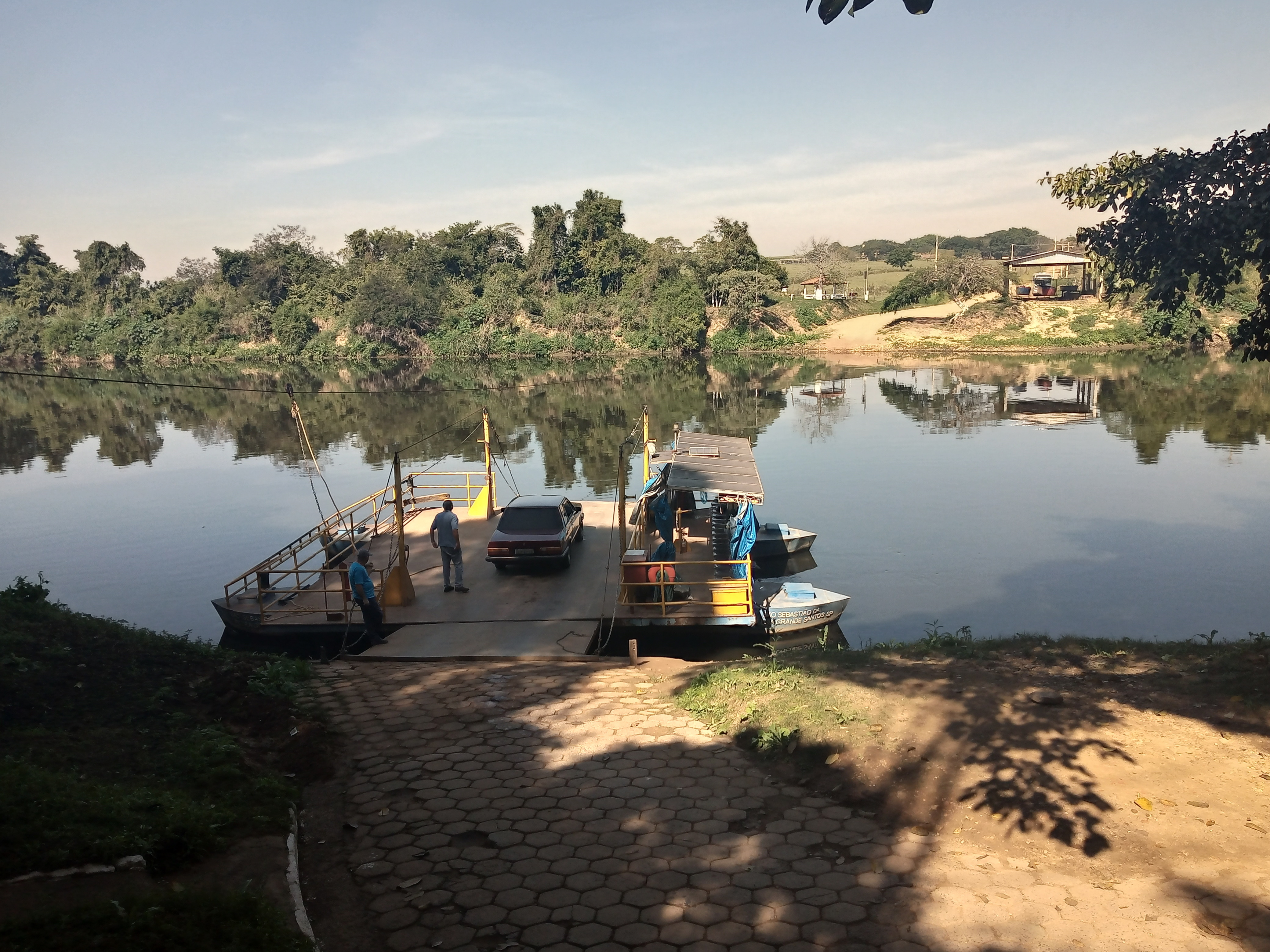
Balsa no Rio Tietê.

### Localização
O distrito de Laras localiza-se 18 quilômetros ao norte da cidade de Laranjal Paulista

### Rodovias
O único acesso é por estrada vicinal, ligando o distrito a sede do município. 

### Hidrografia
O distrito localiza-se às margens do Rio Tietê.

## Serviços públicos

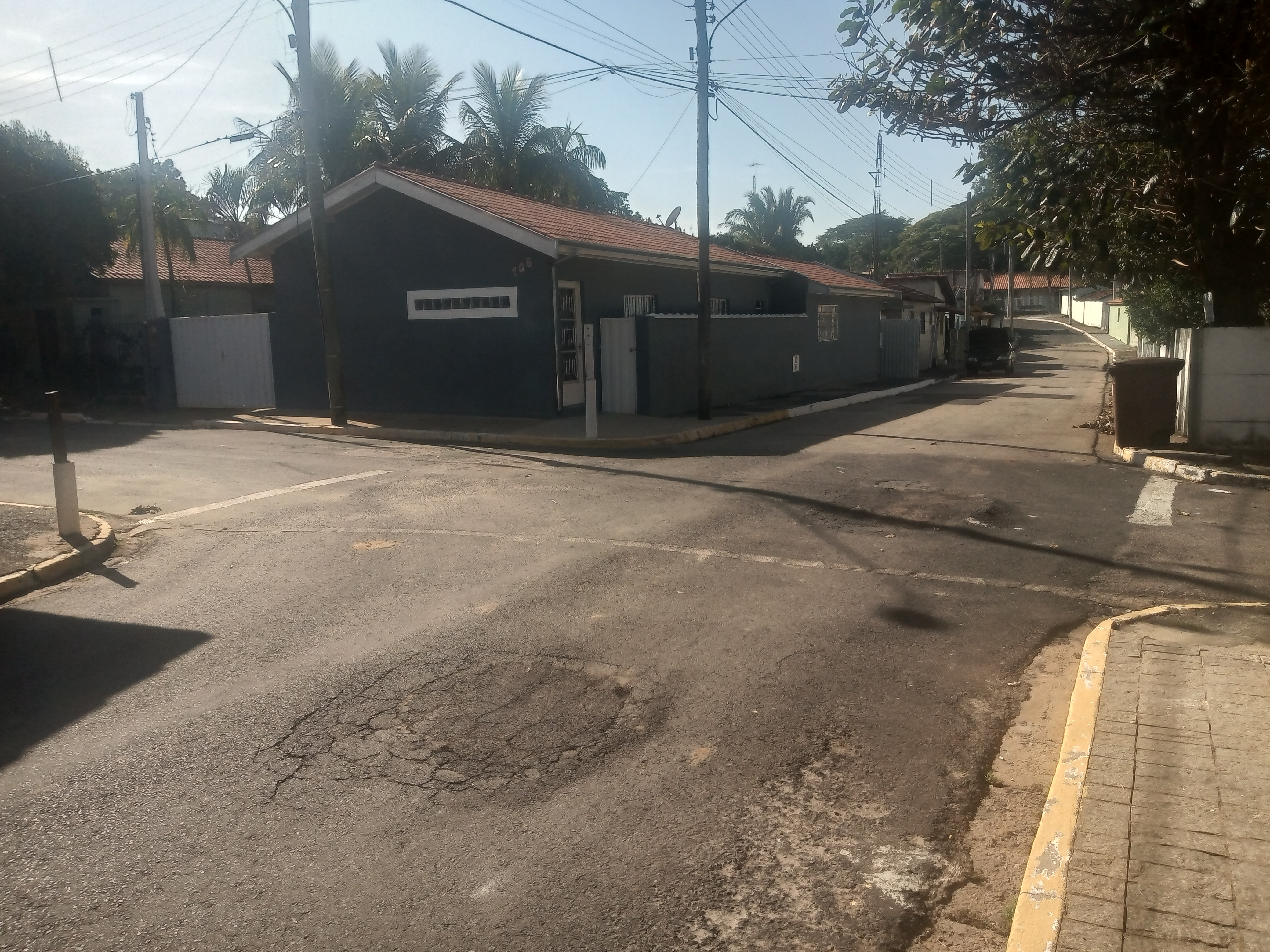
Aspecto local.

### Registro civil
Atualmente é feito na sede do município, pois o Cartório de Registro Civil das Pessoas Naturais do distrito foi extinto pelo  Tribunal de Justiça do Estado de São Paulo, e seu acervo foi recolhido ao cartório do distrito sede.

### Educação
- Creche "Maria José Brunheira"
- EMEF "João Brunheira"[14].

### Saúde

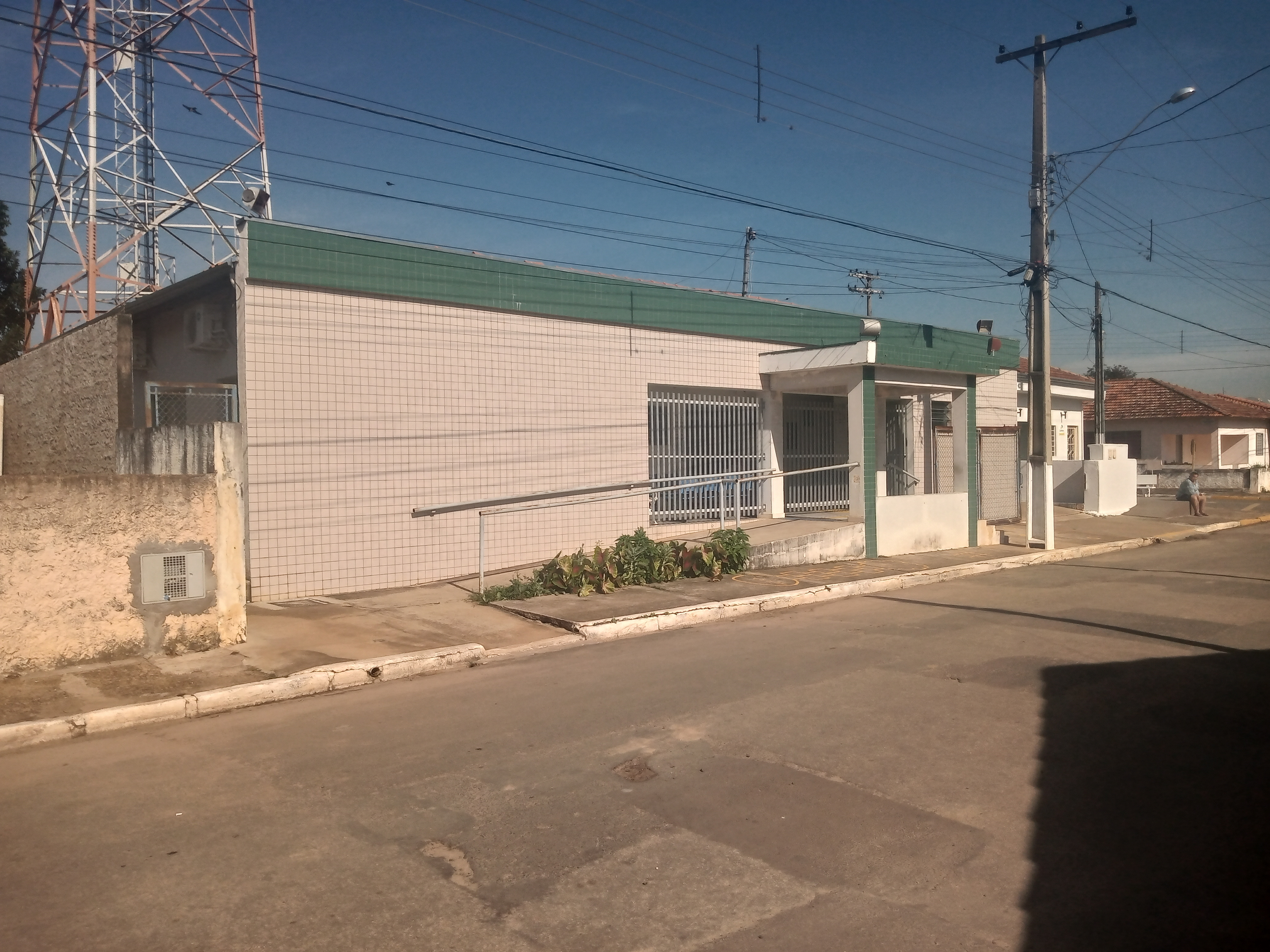
Unidade Básica de Saúde.

- UBS Laras - Unidade de Saúde "José Abud Lara"[15].

### Correios
- Agência de Correios Comunitária.

### Transportes
Por estar às margens do Rio Tietê, o principal acesso para a sede do município se dá por uma balsa autossustentável, levada de uma margem a outra com a força da correnteza do rio.

### Saneamento

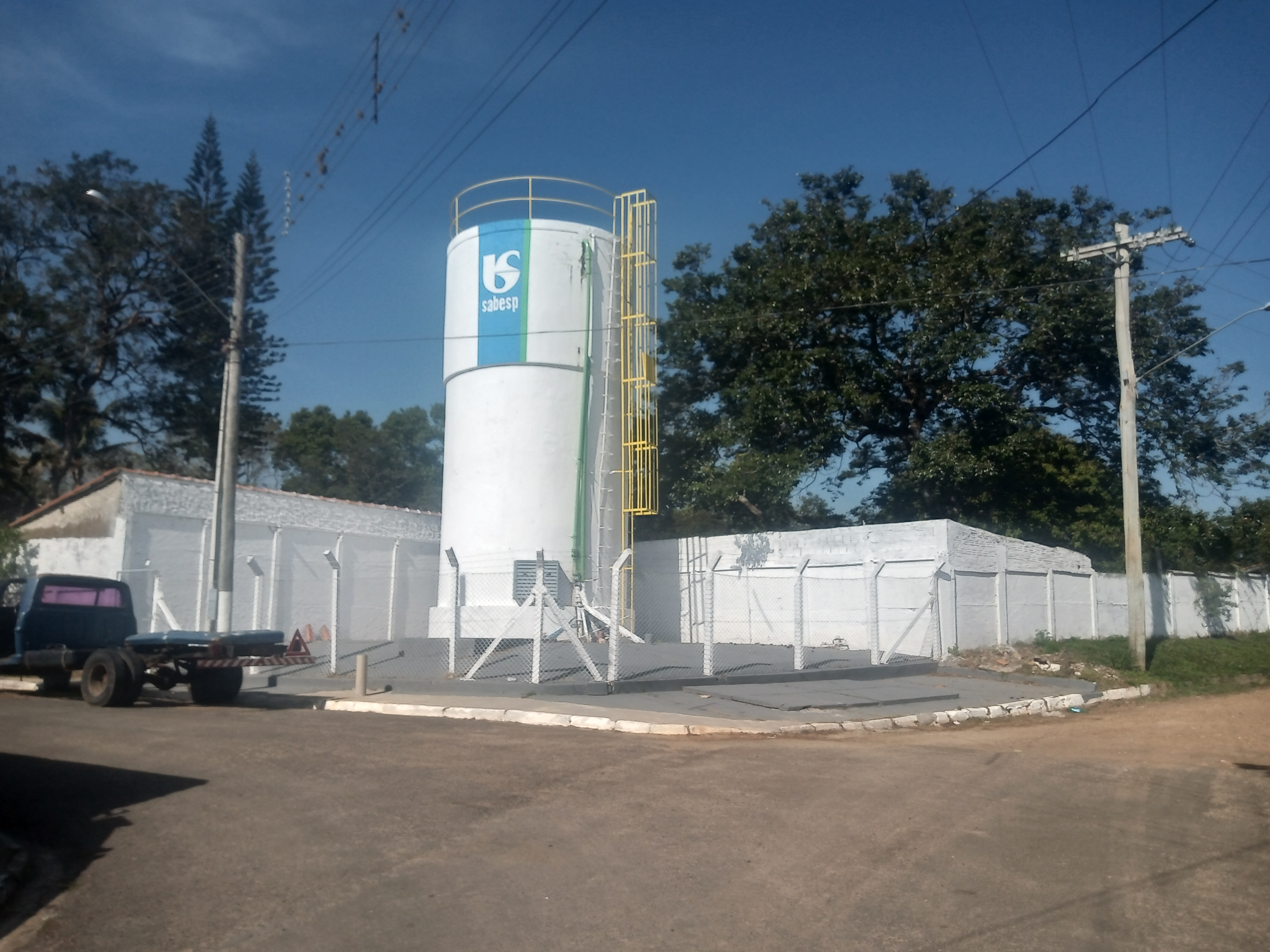
Reservatório da Sabesp.

O serviço de abastecimento de água é feito pela Companhia de Saneamento Básico do Estado de São Paulo (SABESP).

### Energia
A responsável pelo abastecimento de energia elétrica é a Neoenergia Elektro, antiga CESP.

### Telecomunicações
O distrito era atendido pela Telecomunicações de São Paulo (TELESP), que inaugurou a central telefônica utilizada até os dias atuais. Em 1998 esta empresa foi vendida para a Telefônica, que em 2012 adotou a marca Vivo para suas operações.

## Cultura

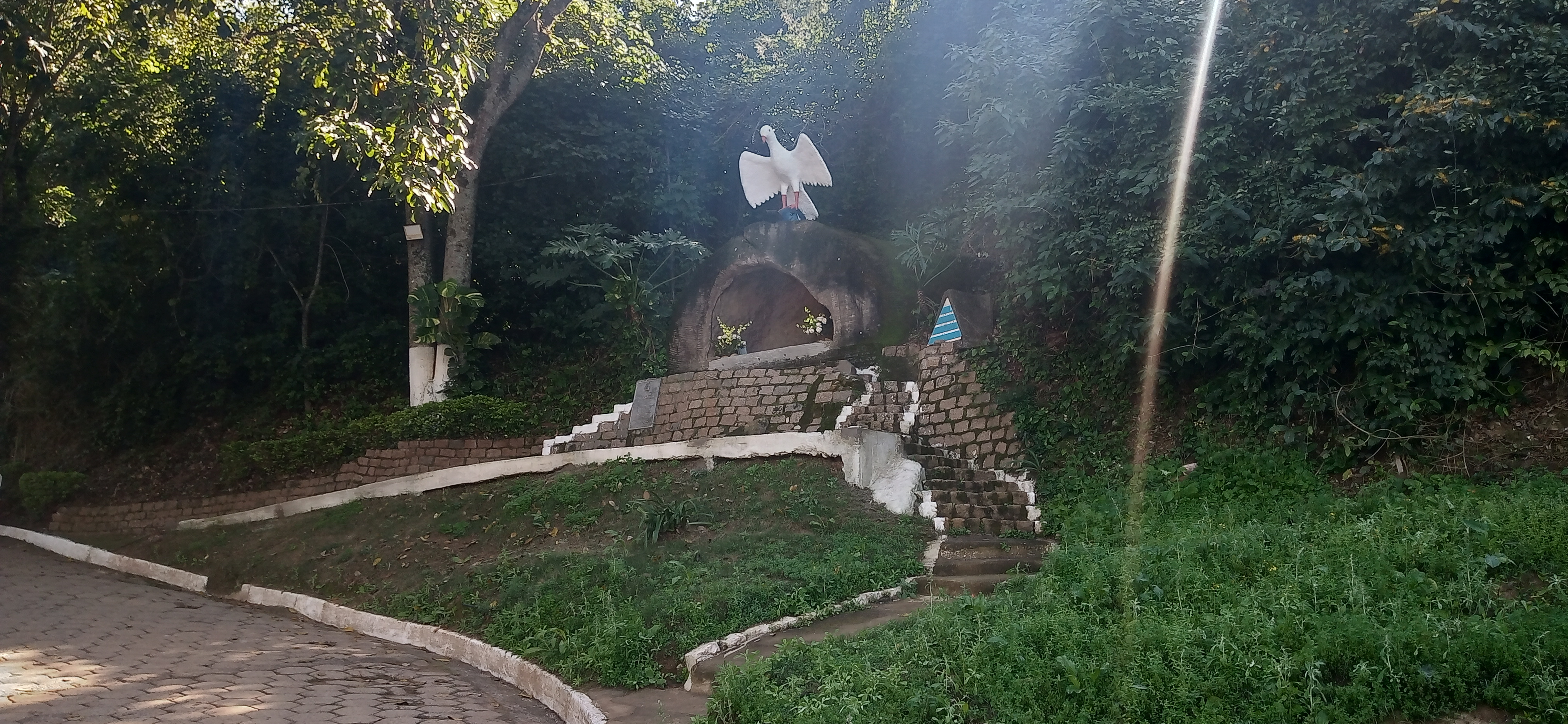
Gruta de São Sebastião.

### Turismo religioso
Em Laras é realizada a Festa do Divino Espírito Santo, que atrai cerca de 6 mil pessoas no mês de junho, sendo uma das festas mais antigas da devoção no estado.
Como atração, um prato típico que só é servido durante os festejos: o tradicional arroz com frango recheado com molho de tomate com moelas de frango cozidas, azeitonas e queijo ralado. A preparação deste prato é segredo da população local.
Outro ponto turístico de Laras é a Gruta de São Sebastião, localizada na entrada do distrito.

## Religião
O Cristianismo se faz presente no distrito da seguinte forma:

### Igreja Católica
- Capela de São Sebastião - faz parte da Arquidiocese de Botucatu[23].

### Igrejas Evangélicas
- Assembleia de Deus - O distrito possui uma congregação da Assembleia de Deus Ministério de Madureira.

- Congregação Cristã no Brasil[24].